# Revue internationale des sciences de l'organisation
Pour les articles homonymes, voir Riso.
La Revue internationale des sciences de l'organisation (ou RISO) est une revue scientifique à comité de lecture qui publie des articles en sciences sociales appliqués aux organisations africaines.

## Présentation
L’objectif de la RISO est de contribuer à la connaissance scientifique en revisitant les théories en sciences sociales, à partir de terrains africains, dans une perspective critique. Les chercheurs y publient des travaux inédits dans les différentes disciplines des sciences sociales, notamment en comptabilité, contrôle de gestion, audit, finance, droit, ressources humaines, stratégie, organisation, etc.,,
La revue a été fondée par le Réseau des universités des sciences et technologies des pays d'Afrique au sud du Sahara, et lancée en 2015 en Côte d'Ivoire par le professeur Frédéric Dohou lors d'un séminaire international organisé à Grand-Bassam.
Depuis 2019, la RISO est classée « revue émergente » par la FNEGE,,.